# Mykołajiwka (rada wiejska Mykołajiwka)
Mykołajiwka (ukr. Миколаївка) – wieś na Ukrainie, w obwodzie charkowskim, w rejonie łozowskim, w hromadzie Łozowa. W 2001 liczyła 453 mieszkańców, wśród których 430 wskazało jako ojczysty język ukraiński, 22 rosyjski, a 1 mołdawski.